# Vilém Veleba
Vilém Veleba (8. června 1870 Pánov – 23. února 1956 Znojmo) byl rakousko-uherský a později československý politik, v letech 1905–1907 poslanec Říšské rady.

## Životopis
Do Znojma přišel v roce 1897 a zapojil se do činnosti české menšiny. V roce 1903 si po šestileté praxi advokátního koncipienta otevřel vlastní advokátní kancelář. V roce 1906 založil Znojemskou matici, vydával týdeník Moravský jih, první český časopis ve Znojmě, podporoval české školství. V roce 1911 se podílel na stavbě Dělnického domu v Havlíčkově ulici ve Znojmě. Zasloužil se také o stavbu místní sokolovny. V letech 1906–1918 byl s přerušeními starostou Besedy Znojemské a v letech 1901–1928 starostou znojemského Sokola.
Po smrti Ferdinanda Pemsela byl v doplňovacích volbách do Říšské rady v roce 1905 zvolen poslancem. za kurii všeobecnou na Moravě, obvod Znojmo, Moravské Budějovice, Dačice atd. Do parlamentu nastoupil 28. listopadu 1905. Jeho nečekané vítězství v převážně německém Znojmě místní Češi oslavili vyvěšením českého bíločerveného praporu, což vyvolalo protesty místních Němců. V květnu 1906 se uvádí jako jeden z 36 členů poslaneckého Klubu českých poslanců (Klub der böhmischen Abgeordneten).
Poslancem byl jen do konce volebního období v roce 1907. Ve volbách do Říšské rady 1907 kandidoval znovu, ale porazil jej František Svoboda. Kromě toho kandidoval také v roce 1906 do všeobecné kurie Moravského zemského sněmu, ale skončil až na třetím místě. I tehdy zvítězil František Svoboda.
V roce 1918 byl předsedou Českého politického spolku ve Znojmě a vyslovoval se pro vznik československého státu a připojení Znojma a jihozápadní Moravy k němu. Dne 30. října byl zvolen předsedou Národního výboru ve Znojmě. Dne 16. prosince se účastnil převzetí radnice Čechy a přijal z rukou starosty Hommy rezignaci všech zástupců obce. Brněnský místodržitelský rada Černý pak Velebu jmenoval vládním komisařem pro město Znojmo. Proti tomu Homma protestoval s tím, že není možné, aby se vládním komisařem stal Němci nejvíce nenáviděný Čech. Veleba hned den na to ale rezignoval, protože by prý tuto funkci nemohl z důvodu své advokátní praxe zastávat a nahradil jej Karel Michalica.
V roce 1919 zakládal ve Znojmě Československou státoprávní demokracii a stal se jejím místním předsedou. V roce 1920 byl za Spojené strany národní zvolen do zastupitelstva Znojma. Kvůli místním stranickým hádkám ale pak odešel z veřejného života.
Během druhé světové války byl ve Znojmě dvakrát držen jako rukojmí. V květnu 1945 se jako člen prvního revolučního Národního výboru ještě podílel na předání správy města zpět do českých rukou. Brzy poté ale znovu z politiky odešel.